# GNU Taler
GNU Taler ist ein virtuelles Mikrotransaktions- und freies Zahlungsverfahren auf Basis eines einheitlichen freien Netzwerkprotokolls, das die Anonymität der Zahlenden analog zu Kryptowährungen gewährleistet, aber Umsätze von Zahlungsempfängern transparent abbildet und eine offizielle Besteuerung ermöglicht. Das Wort Taler ist hierbei ein Akronym für “Taxable Anonymous Libre Economic Reserves” (deutsch: „besteuerbare, anonyme und freie Wirtschaftsreserve“) und spielt auf die gleichnamige Münze im mitteleuropäischen Kulturraum der frühen Neuzeit an. Urheber und Leiter des Projektes sind Florian Dold und Christian Grothoff. Zusammen haben beide im Jahr 2016 für die Gestaltung des Projektes die Firma Taler Systems SA in Luxemburg gegründet.

## Architektur
Zahlungen werden in GNU Taler in bestehenden Währungen durchgeführt, das können offizielle Währungen wie der Euro sein, aber auch Komplementär- oder Kryptowährungen. Dazu tauscht der Zahlungswillige an der Taler-Exchange, eine Art virtuelle Wechselstube, Geld aus bestehenden Währungen in digitales Geld. Meist wird Geld von einem Girokonto überwiesen. Der Taler-Exchange bucht Taler Coins auf das Cyberwallet des Zahlungswilligen. Der Zahlende transferiert diese Coins an den Zahlungsempfänger, der die Coins an der Taler-Exchange wieder einlösen kann.
Um eine hohe Datenvermeidung und Datensparsamkeit für den Zahlenden zu erreichen, muss dessen Identität nicht offengelegt werden, er erhält aber eine digitale Quittung. Die Umsätze der Zahlungsempfänger werden offen gelegt, um eine Besteuerung zu ermöglichen und Geldwäsche zu verhindern.
Taler kann als Zahlungssystem für Regionalwährungen oder als Wertmarke oder Verzehrbon auf Veranstaltungen genutzt werden. Es existieren Software-Integrationen für WooCommerce, Magento, Joomla und Pretix.

## Geschichte
Eine erste Implementierung des Systems fand im September 2020 an der Berner Fachhochschule zur Abwicklung des Cafeteria-Umsatzes statt.
Zusammen mit Thomas Moser von der Schweizerischen Nationalbank hat Christian Grothoff ein Konzept vorgeschlagen, welches die Nutzung von digitalem Zentralbankgeld (Retail CBDC) unter Wahrung der Privatsphäre der Nutzer ermöglichen würde. Dazu hat Nationalrat Jörg Mäder 2022 ein entsprechendes Postulat im Schweizer Parlament eingereicht, in dem er um Ausführung der zu einer Einführung notwendigen Gesetzesänderungen bat. Daraufhin hat der Bundesrat am 16. November 2022 eine negative Stellungnahme abgegeben, in der er darauf verwies, dass die Ausarbeitung möglicher Gesetzesanpassungen für bestimmte Modelle zum gegenwärtigen Zeitpunkt verfrüht sei, das Thema jedoch aktiv verfolgt werde und der Bundesrat dazu in engem Austausch mit der Schweizerischen Nationalbank stehe.
Im Januar 2024 startete die niederländische Nonprofit-Organisation NGI basierend auf GNU Taler das Pilotprojekt NGI-Taler. Der NGI-Taler wird aus dem Forschungsprogramm Horizont Europa der Europäischen Kommission und dem Schweizer Staatssekretariat für Bildung, Forschung und Innovation finanziert, Projektpartner sind Universitäten und Banken, unter anderem die GLS Gemeinschaftsbank.